# مصطفی یافت‌آبادی

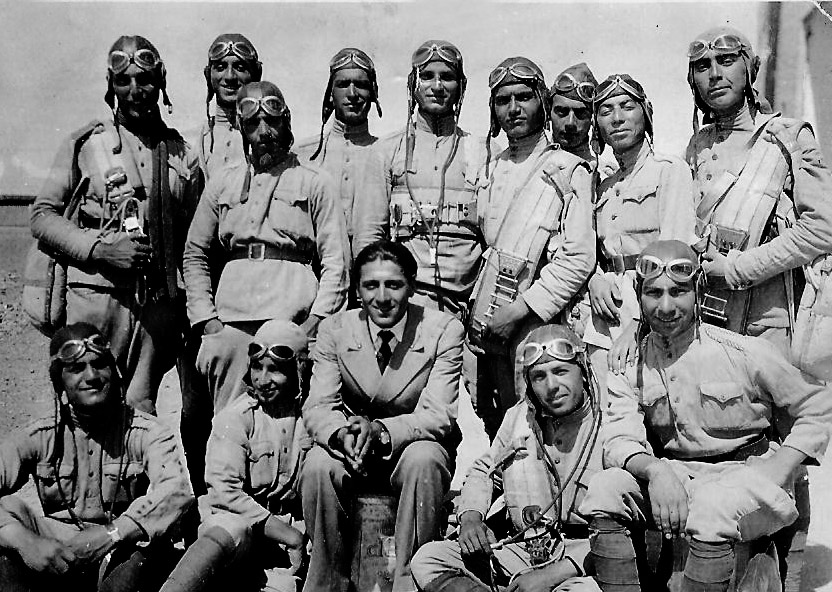
فارغ‌التحصیلان دوره سوم آموزش خلبانی، «مصطفی یافت آبادی» نفر دوم از سمت چپ

مصطفی یافت آبادی در لباس خلبانی

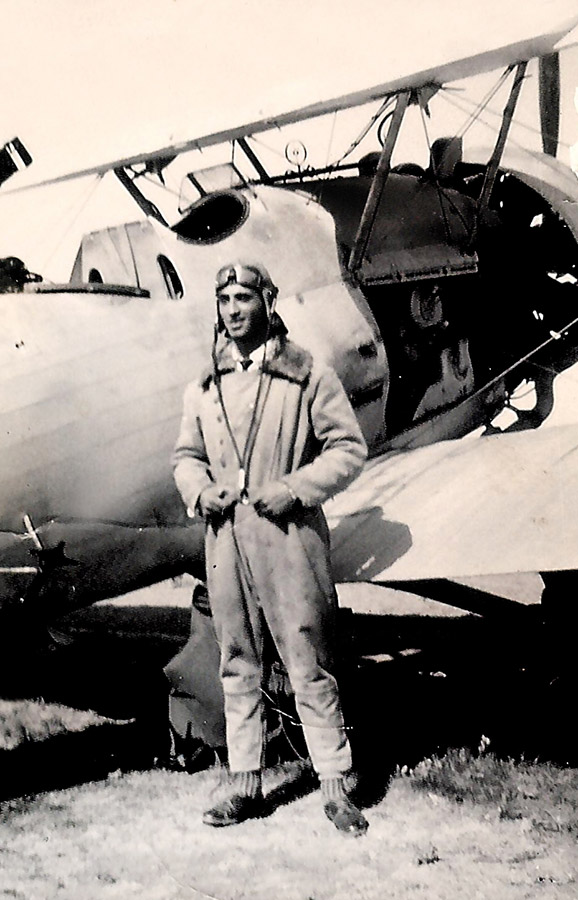
مصطفی یافت آبادی در کنار یک فروند فیوری (Hawker Fury)

مصطفی یافت آبادی، ۱۲۹۷ در یکی از محلات تهران به دنیا آمد. پدرش مرتضی خان زند از ملاکین محلی یافت آباد تهران و از نوادگان کریم خان زند بود.
او در جوانی شاهد پرواز اولین هواپیماهایی بود که از فرودگاه قلعه‌مرغی تهران به پرواز درمی‌آمدند و شوق پرواز باعث شد تا پس از اتمام تحصیلات متوسطه با سعی و کوشش فراوان وارد مدرسه خلبانی قوای هوایی شود. او در اول فروردین ۱۳۱۶ در زمان تصدی نخستین رئیس ایرانی ستاد نیروی هوایی سرهنگ محمود خسروانی، موفق به دریافت تصدیق نامه خلبانی طیاره (گواهی نامه خلبانی) گردید.
مصطفی یافت آبادی با شمس الملوک دختر سید آقایی خسمخی
از بنیانگذاران جنبش جنگل ازدواج کرد. سید آقایی در زمان خردسالی دخترش در حوادث مربوط به جمهوری شورایی گیلان به قتل رسیده بود.

## دوران خدمت
مصطفی یافت آبادی در دوران خدمت در تمامی نقاط کشور پرواز کرده و در پایگاه‌های هوایی قلعه مرغی، اصفهان، اهواز و کرمانشاه خدمت کرد. دوران خدمت وی همزمان بود با درگیری‌های غرب کشور و از جمله حادثه حمله ایلات و عشایر قشقایی و بویر احمدی به پادگان نظامی حنا از توابع شهرستان سمیرم. در این واقعه وی به دستور فرمانده وقت پادگان، وی مجبور به پرواز به سمت اصفهان می‌گردد و با توجه به زمان پرواز، به عنوان اولین خلبان ایرانی با توانایی پرواز در شب شناخته می‌شود. در فرودگاه اصفهان با صدای شنیدن پرواز هواپیما زباله‌ها را به آتش درمی‌آورند تا باند پرواز را برای فرود او روشن کنند. ساعاتی بعد از پرواز یافت آبادی از سمیرم این پایگاه مورد حمله قرار می‌گیرد و بسیاری از افراد آن کشته می‌شوند. در روزهای بعد وی و خلبانی دیگر بر فراز منطقه پرواز نموده و برای تعدادی از سربازان که بدون لباس و غذا در منطقه رها شده بودند، پتو و آذوقه را بار ریزی هوایی می‌نماید.
در شهریور ۱۳۲۰ و به هنگام حمله متفقین به ایران در شرایطی که اکثر فرماندهان وقت از پادگان‌ها فرار نموده بودند، مصطفی یافت آبادی موفق به یک نوبت پرواز و بمباران نیروهای متفقین در غرب کشور می‌شود، اما پس از بازگشت، فرودگاه اشغال و او بازداشت می‌شود.
در سالهای بعد در نتیجه چند سانحه هوایی و تصادف جاده‌ای مصطفی یافت آبادی توانایی خلبانی را از دست داد و از نیروی هوایی به سازمان هواپیمایی کشوری منتقل شد و تا بازنشستگی در همان‌جا خدمت نمود.

## پایان عمر
مصطفی یافت آبادی در سال ۱۳۶۵ و در پی یک حادثه درگذشت و در کنار اجدادش در یافت آباد تهران به خاک سپرده شد.